# Carl Flodberg
Carl August Flodberg, född 21 augusti 1848 i Nedre Ulleruds socken, död 13 oktober 1933 i Stockholm, var en svensk arbetare och ledaren för Flodbergskretsen, en mystik vänkrets i Stockholm kring sekelskiftet 1900. Han arbetade som lykttändare i Gamla stan, och Flodbergskretsen samlades ofta hemma i hans lägenhet i Gamla stan. Där hade han ett bokskåp fyllt av mystik litteratur, främst helgelserörelsens, kvietismens och radikalpietismens litteratur. 
Flodberg var en enkel man och var inte bildad i världslig mening, men hade en rättfram hjärtebildning av den mystika sorten. Han var tolerant och ekumeniskt sinnad, och lyckades samla folk från alla riktningar i sin vänkrets. Flodberg är begravd på Skogskyrkogården i Stockholm.